# Tumori Balohili
Tumori Balohili is een bestuurslaag in het regentschap Gunungsitoli van de provincie Noord-Sumatra, Indonesië. Tumori Balohili telt 652 inwoners (volkstelling 2010).